# 世界台灣人大會

台灣旗由世界台灣人大會設計；台湾獨立的支持者經常使用此旗

世界台湾人大会（英語：World Taiwanese Congress），簡稱世台会、WTC，是众多促进台湾独立的组织的年会，2000年12月在美國建立，总部设在美国，并在台湾举行年会。

## 歷史
2000年9月，「全國台灣人站起來運動」（Say Yes to Taiwan）於台灣成立。2000年12月，全球台灣人社團聯合於美國華盛頓特區成立世界台灣人大會，宗旨是：
1. 發揚台灣精神，團結世界台灣人力量
2. 維護台灣主權獨立及國家安全
3. 推行民間外交，提升台灣國際地位
4. 推動台灣加入聯合國及其他國際組織。[2]

2001年3月17至18日，世界台灣人大會在台北市召開第一次大會，中華民國總統陳水扁親臨致詞。2001年3月18日，世界台灣人大會與全國台灣人站起來運動聯合舉行「疼台灣、愛團結」大遊行。
2003年3月2日，世界台灣人大會副秘書長陳大昇於美國洛杉磯參加民主進步黨創黨元老費希平公祭。

## 成员
- 台灣李登輝之友會總會
- 手護台灣大聯盟
- 台灣獨立建國聯盟
- 台灣基督長老教會
- 台灣教授協會
- 台灣教師聯盟
- 台北水噹噹姊妹聯盟
- 台灣21世紀婦女會
- 台灣聯合國協進會 （页面存档备份，存于）
- 台灣國家山岳協會（页面存档备份，存于）
- 玉蘭花聯誼會 （页面存档备份，存于）
- 外省人台灣獨立促進會
- 台灣228關懷總會
- 台灣獨立安全基督徒促進會
- 台灣醫界聯盟基金會
- 台灣北社
- 台灣中社
- 台灣東社
- 台灣南社
- 台灣228和平促進會
- 台灣建築行業職業工會全國聯合總工會
- 台灣的店有限公司
- 台灣新文化登山會
- 台北市扁擔會
- 台灣愛台愛鄉總會
- 台灣國家和平安全研究協會
- 台灣人捍衛隊
- 台灣安全促進會
- 高雄打狗協會
- 台灣新世紀文教基金會
- 鄭順娘文教公益基金會
- 原貌文化協會